# تیپ ۹ عودید
تیپ ۹ عودید (انگلیسی: Oded Brigade) یا تیپ عودید واحدی در نیروهای دفاعی اسرائیل است که بخشی از لشکر باشان در فرماندهی شمالی اسرائیل است و مسئولیت جبهه با سوریه را برعهده دارد.
در جنگ اعراب و اسرائیل در سال ۱۹۴۸، این تیپ یکی از ده تیپی بود که توسط هگانا (یگان پیشگام نیروهای دفاعی اسرائیل) به کار گرفته شد و مقر آن در اورشلیم بود. این تیپ «یک سازمان نامنظم متشکل از نگهبانان خانگی و سایر گروه‌های دفاعی» بود. تیپ عودید که از نظر تدارکات ضعیف بود، در ژوئن ۱۹۴۸ از روستای مالکیه دفاع می‌کرد و زمانی که ارتش لبنان به این منطقه حمله کرد، جایگزین تیپ ۱۱ یفتاح شد. در نهایت تیپ عودید پس از ۱۰ ساعت نبرد، مجبور به عقب‌نشینی شد.
در ژوئیه ۱۹۴۸ این تیپ با هدف اتصال به نیروهای تیپ ۱۰ هارئیل برای تصرف روستاهای عرب‌نشین مالها و عین کریم، با حمایت یگان‌های لهی و ایرگون حرکت کرد و این پیشروی در نهایت به تصرف راه‌آهن تل‌آویو-اورشلیم انجامید.
در اواسط سال ۱۹۴۸ «واحد اقلیت‌ها» متشکل از دروزی‌ها و تعداد کمتری از بدوی‌ها و چرکس‌ها که از ارتش آزادی‌بخش عرب جدا شده بودند، در این تیپ ادغام شدند. این واحد در اکتبر ۱۹۴۸ در عملیات حیرام با تیپ ۹ عودید همکاری داشت. این حرکت، یک کودتای تبلیغاتی بود و به تقویت روابط یهودیان و دروزی‌ها کمک کرد. بن دانکلمن می‌گوید که این تیپ عمدتاً نقشی انحرافی در عملیات حیرام داشت. تیپ عودید همچنین در اکتبر ۱۹۴۸ در عملیات یوآو شرکت کرد که راه یگان های ارتش اسرائیل را به صحرای نگب باز کرد.
این تیپ که در لشکرکشی سینا علیه مصر شرکت داشت، در ۶ نوامبر ۱۹۵۶ در شرم‌الشیخ یک گردهمایی پیروزی برگزار کرد.